# Arsène Rijckaert
Arsène Rijckaert (* 20. Juni 1924 in Ertvelde; † 9. Januar 2017 ebenda) war ein belgischer Radrennfahrer und nationaler Meister im Radsport.

## Sportliche Laufbahn
Rijckaert war im Straßenradsport und im Bahnradsport aktiv. Von 1946 bis 1958 war er Unabhängiger und Berufsfahrer. 1945 gewann er die nationale Meisterschaft im Sprint der Unabhängigen.
1950 war er im Dwars door West-Vlaanderen erfolgreich. 1952 gewann er den Omloop van Oost-Vlaanderen  und das Kampioenschap van Vlaanderen. 1953 siegte er im Sechstagerennen von Gent mit Achiel Bruneel.
An renommierten Zweier-Mannschaftsfahren gewann er 1956 den Prix du Salon mit Willy Lauwers, 1957 Prix Goullet-Fogler ebenfalls mit Willy Lauwers. In seiner Heimat gewann er eine Reihe von Kriterien.
Zweiter wurde Rijckaert 1947 im Omloop Mandel-Leie-Schelde, 1950 im Kampioenschap van Vlaanderen. In den Sechstagerennen von Paris und Brüssel 1956 kam er auf den 2. Platz. In der Europameisterschaft im Zweier-Mannschaftsfahren 1957 wurde Rijckaert mit Jos De Beuckelaer Zweiter.